# Lake Rotoiti (Bay of Plenty)
Lake Rotoiti ist ein See in der Region Bay of Plenty in Neuseeland. Er ist der nordwestlichste einer Kette von Seen in dem Bereich des Ōkataina Volcanic Centre und liegt nahe der Nordküste des bekannteren Lake Rotorua, mit dem er durch den „Ohau Channel“ verbunden ist. Er entwässert in den Kaituna River, der bei Maketu in die Bay of Plenty mündet. Der Māori-Name „Te Rotoiti-kite-a-Īhenga“ – „Der kleine See des Īhenga“ entstand, da die Entdecker Kahumatamomoe und Ihenga, die auch den Lake Rotorua entdeckten, angeblich nur einen kleinen Teil des Sees sahen.
Der See leidet unter hohen Stickstoffbelastungen. 2008 wurde eine Barriere fertiggestellt, die verhindert, dass nährstoffreiches Wasser des Lake Rotorua vor seinem Abfluss in den Kaituna River auch diesen See verschmutzt.